# Ависпа Фукуока
«Ависпа Фукуока» (яп. アビスパ福岡 Абисупа Фукуока, англ. Avispa Fukuoka) — японский футбольный клуб из города Фукуока.
Клуб был основан в 1982 году, в городе Фудзиэда под именем «ФК Чао Бохан», затем назывался «Фудзиэда Блюкс», своё нынешнее название клуб носит с 1995 года, в котором клуб перебрался в Фукуоку. Слово «Ависпа» в названии клуба означает «оса» по-испански. За свою историю в первом дивизионе Джей-лиги клуб провёл в общей сложности девять сезонов, лучший результат 8-е место в 2021 году. «Ависпа Фукуока» является старейшим клубом Джей-лиги, который никогда не выигрывал трофеев на национальном уровне (Джей-лига, Джей-лига 2, Кубок Джей-лиги и Кубок Императора). Домашние матчи команда проводит на арене «Левел-5», вмещающей 22 563 зрителя.